# Boîte à chansons

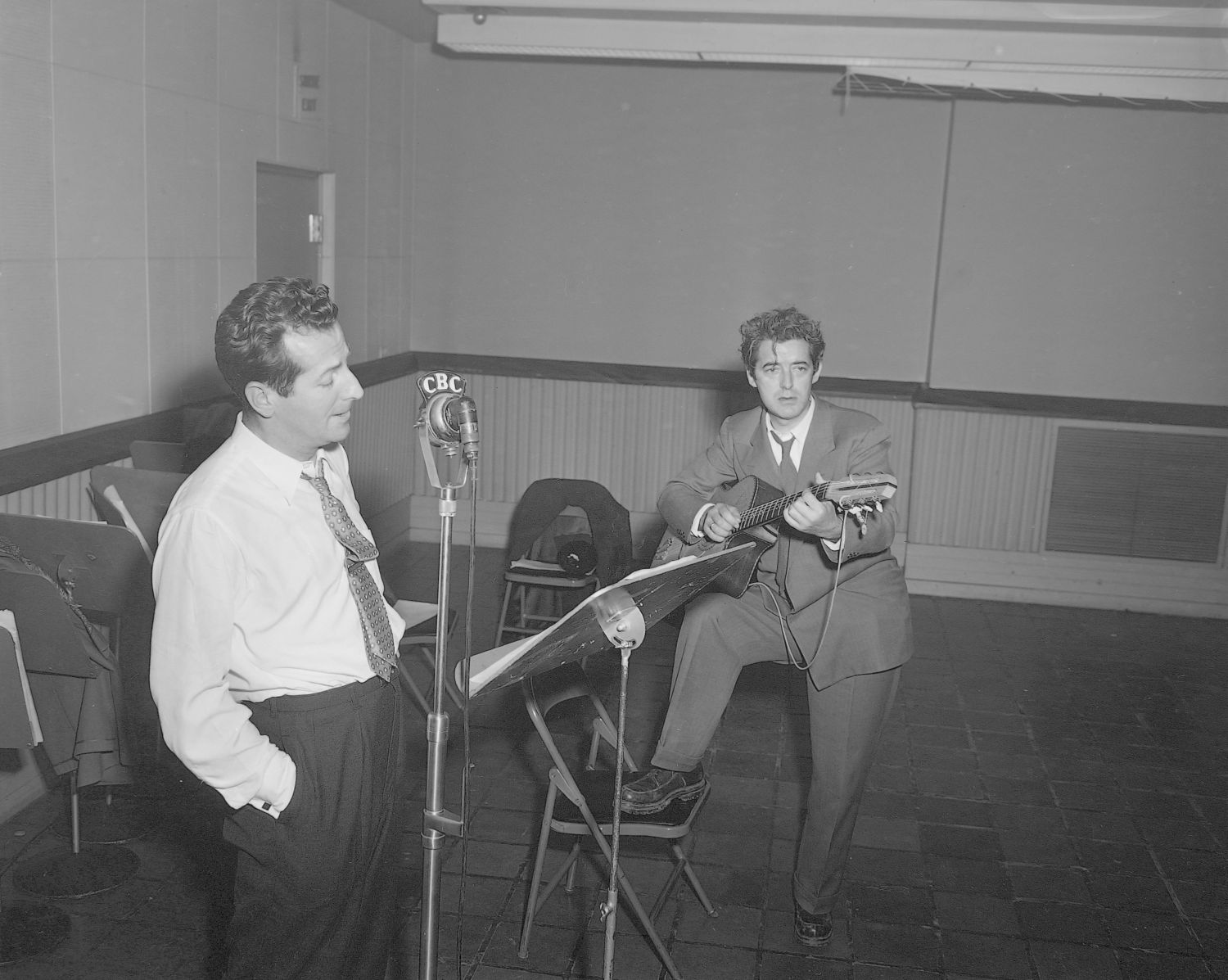
Le chansonnier Félix Leclerc et le comédien Jean-Pierre Masson sur la scène d'une boîte à chansons.

La boîte à chansons est un type d'établissement où l'on peut assister à un spectacle tout en consommant des boissons. Elle s'apparente au café-théâtre, offrant un espace et une ambiance plus intime que celle du bar ou du cabaret, afin de favoriser la proximité entre les artistes et le public.
Au Québec, les boîtes à chansons sont intimement liées à l'émergence des chansonniers. À la suite des premiers succès de Félix Leclerc en France et de la création du Concours de la chanson canadienne durant les années 1950, une nouvelle génération d'auteurs-compositeurs-interprètes décide de créer ses propres espaces de création. Ces espaces sont les boîtes à chansons.
Fonctionnant en dehors des circuits de promotion habituels (dominés par la musique d'origine étrangère, souvent de langue anglaise), ces endroits deviennent une tribune pour les chansonniers écrivant et interprétant leurs propres chansons à texte en français. Combinant les influences québécoises et les références à la chanson française, les chansonniers se présentent alors comme la voix d'une jeunesse éprise de liberté et d'anticonformisme au tournant des années 1960.
Le mouvement prend de l'ampleur durant la Révolution tranquille. Véritable phénomène socioculturel, les boîtes à chansons se répandent au Québec et offrent un contraste marqué avec la musique de variétés (ou commerciale), au point de mener à une franche opposition entre deux cultures musicales : celle des chansonniers et celle du yé-yé. L'effacement graduel de l'opposition entre les deux cultures musicales et l'émergence de nouveaux styles musicaux (notamment à la suite de L'Osstidcho) mettra fin au phénomène des boîtes à chansons et donnera naissance à la chanson québécoise.

## Définition

### Chansonnier
Le professeur Daniel Guérard définit le chansonnier comme étant « d'abord et avant tout un auteur-compositeur-interprète; ses chansons sont différentes de la chansonnette populaire dont le seul but est de divertir et de faire danser. Les chansons écrites par les chansonniers et reprises par les interprètes étaient d'abord conçues pour la tête et le cœur ». Le terme de chansonnier incluait également les interprètes de ce répertoire, à une époque où les titres n'étaient pas encore féminisés.
Ainsi, cherchant à faire vivre avant tout une certaine poésie à travers la musique et les textes, le chansonnier québécois se distingue du chansonnier d'Europe, étant plutôt un type d'humoriste « dont les chansons (souvent des scies) et les monologues racontent l'actualité ».

## Histoire

### Origines
Jusque dans les années 1930, les rôles d'interprète et d'auteur-compositeur étaient généralement séparés dans l'industrie de la chanson au Canada français. Bien que les interprètes étaient nombreux sur la scène musicale, la majorité d'entre eux n'étaient pas auteurs de leurs propres chansons. Leur répertoire puisait dans la chanson populaire, le folklore et les rythmes de cultures étrangères, en particulier des pays d'Europe (France, Angleterre, Irlande et Écosse). Au Québec, les cahiers de La Bonne Chanson créés en 1937 par l'abbé Charles-Émile Gadbois ont permis de diffuser dans les foyers québécois des centaines de chansons issues de ces nombreux répertoires. Tout en partant d'une initiative religieuse, cette démarche a ensuite pris une tournure nationaliste et axée sur le divertissement, constituant peu à peu une sorte de patrimoine musical officiel du Québec appuyé par l'Église catholique et par le gouvernement du Québec.
L'une des pionnières de la chanson typiquement québécoise est Mary Travers, mieux connue sous le nom de La Bolduc. À une époque où la chanson dite « canadienne » (au sens de québécoise) peinait à se tailler une place dans l'industrie de la musique populaire, La Bolduc a été l'une des premières interprètes à se faire connaître par ses propres chansons. Bien qu'elles conservaient une facture folklorique traditionnelle, ses chansons ancrées dans la réalité québécoise de son temps offraient une description réaliste de la vie quotidienne dans un milieu ouvrier, ainsi qu'une chronique des événements marquants survenus à son époque. Malgré ce succès, l'élite de l'époque jugeait sévèrement les chansons de La Bolduc, les qualifiant de légères, à la limite vulgaires. De plus, les possibilités de rayonnement pour les créations québécoises (en français) demeuraient particulièrement difficiles. Durant la même période, l'essentiel des productions théâtrales au Québec s'effectuait en anglais, forçant même des artistes établis comme Olivier Guimond (père) à jouer à Montréal dans une langue qui n'était pas la leur,.
D'autres artistes comme Lionel Daunais, le soldat Lebrun (Roland Lebrun), la famille Soucy, Robert L'Herbier et Lucille Dumont ont également connu du succès en interprétant leurs propres textes. Cependant, aucun d'entre eux ne se définit comme chansonnier, selon la définition actuelle.

#### Années 1940
À la fin de la Seconde Guerre mondiale, l'industrie de la chanson au Québec est bouleversée par l'arrivée de la culture de masse américaine. La musique jouée sur les ondes radios québécoises expose la population à de nouveaux artistes et à de nouveaux styles. C'est dans ce contexte qu'à partir de 1946, l'animateur de radio Fernand Robidoux commence à animer l'émission « La Boîte aux chansons » sur les ondes de CKAC à Montréal. Cette émission se consacre à la diffusion de la chanson d'auteurs-compositeurs-interprètes québécois. À la même époque, Robidoux avait réalisé une revue musicale intitulée Cocktail '46 dans le but de faire la promotion de chansons québécoises. Ces chansons étaient influencées par des mélodies et des rythmes de France, mais étaient écrites dans une langue bien québécoise.
À la même époque, les compagnies de disques refusent de commercialiser les chansons québécoises. En effet, se méfiant de la qualité des artistes locaux, elles préféraient miser sur des succès de la chanson française ou américaine ayant déjà fait leurs preuves sur les marchés hors-Québec. Ainsi des artistes comme Fernand Robidoux – qui, en plus d'animer à la radio, chantait et avait produit plusieurs disques – s'était lui-même fait refuser par sa propre maison de disques d'enregistrer les chansons québécoises qu'il avait proposées.

#### Cabarets
Dans ce contexte, les cabarets et les clubs (bars) étaient les principaux lieux où les artistes pouvaient se produire en spectacle. Dans le langage de l'époque, le cabaret désigne un endroit en général bien tenu où l'on présente des spectacles d'une qualité reconnue avec des vedettes bien établies. De son côté, le bar (également surnommé « club ») est un endroit où la clientèle vient d'abord pour boire, manger et discuter, et où des spectacles sont présentés, dans une ambiance généralement bruyante et moins propice à l'écoute attentive. Et bien que les grands cabarets de l'époque présentaient des spectacles internationaux (avec Édith Piaf ou Liberace), peu d'artistes locaux s'y produisaient.
L'un des cabarets les plus influents de cette période au Québec est le Faisan Doré. Situé au coin des rues Sainte-Catherine et Saint-Laurent au centre-ville de Montréal, ce cabaret est animé par le fantaisiste Jacques Normand. Prenant la parole sur des sujets controversés comme la politique ou la religion, mais avec une habileté modifiant la relation entre l'artiste et le public, l'animateur du Faisan Doré attire autour de lui des artistes débutants au talent prometteur (Aglaé, Serge Deyglun et Monique Leyrac), se produisant sur la même scène que des grandes vedettes remplissant les salles. Selon Daniel Guérard, le Faisan Doré rompt ainsi avec la tradition américaine des spectacles de cabaret, remontant à la fin du XIXe siècle, et la marie à la façon française de présenter des spectacles. C'est ainsi que sont réunis tous les éléments qui se retrouveront par la suite dans les boîtes à chansons, notamment une « notion de respect de l'artiste » introduite par Jacques Normand.
Parmi les cabarets les plus importants, on relève également le Saint-Germain-des-Prés, également situé à Montréal et animé par Jacques Normand, où se sont produits des artistes comme Jacques Blanchet, Clémence DesRochers, Raymond Lévesque et le duo Pierre Roche et Charles Aznavour.

#### Félix Leclerc

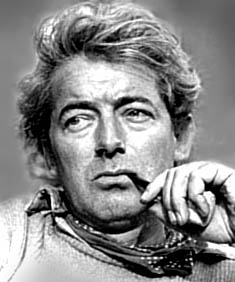
Félix Leclerc

À la fin des années 1940, Félix Leclerc est animateur à la radio, de même qu'auteur de chansons, de contes et de pièces de théâtre. Malgré ses succès de vente, la critique littéraire de l'époque avait accueilli froidement ses premières œuvres. Par l'entremise de Jacques Normand, en 1950, Leclerc fait la rencontre de Jacques Canetti, un imprésario parisien de passage au Québec à la recherche de nouveaux talents. Vivement impressionné par la chanson Le Train du Nord, Canetti offre au chanteur d'enregistrer une douzaine de ses chansons aux studios de la radio montréalaise CKVL. Il l'invite ensuite à venir chanter en France. Félix Leclerc accepte son offre. Quelques semaines après son arrivée, il devient la coqueluche du Tout-Paris. Sa carrière lancée, l'homme aux souliers ayant beaucoup voyagé devient aussitôt le premier auteur-compositeur-interprète à être qualifié de « chansonnier » par la presse,.
Pendant plus de trois ans, Félix Leclerc se produit en France. Il y fait la rencontre des grands noms de la chanson française tels que Charles Trenet, Maurice Chevalier et Édith Piaf. Son style – seul sur scène, sans orchestre, accompagné uniquement de sa guitare – est une première dans l'hexagone. Il devient une source d'influence pour de futurs grands noms de la chanson française comme Georges Brassens, Jacques Brel et Guy Béart. Il se lie également d'amitié avec l'humoriste Raymond Devos.
Félix Leclerc revient au Québec en 1953. Accueilli chaleureusement à la suite de son immense succès en France, par l'entremise de son ami Guy Mauffette, il se retrouve alors invité à se produire en spectacle partout au Québec. Toutefois, l'apparition de la télévision vient bouleverser le monde du spectacle. Le public délaisse massivement les cabarets, restant désormais chez soi pour regarder le petit écran. Les propriétaires sont alors contraints de fermer ou de reconvertir leurs établissements. C'est dans ce contexte, sous l'influence de la figure de Félix Leclerc, qu'un nouveau concours vient révéler au public une nouvelle catégorie d'artistes québécois qui deviendront un véritable phénomène de société.

#### Concours de la chanson canadienne
En 1957 se tient le premier Concours de la chanson canadienne. Organisé par Radio-Canada, animé par les deux artistes Robert L'Herbier et Rolande Desormeaux, ce concours fut selon Daniel Guérard « un révélateur sans précédent de l'offre et de la demande d'une chanson authentiquement québécoise ». Il apporte aux gens du milieu de l'industrie du disque, gérée à ce moment-là par des multinationales, « la preuve que nos artistes pouvaient aussi chanter des chansons écrites ici [au Québec], par des auteurs d'ici, et surtout, argument massue, plaire au public ».
Les retombées de ce premier concours sont nombreuses. D'abord, le public y découvre un répertoire original de chansons québécoises dans lequel il se reconnaît. Tout en ressemblant beaucoup à des chansons françaises, ces compositions se démarquent du modèle français ou américain par leur esprit et leur vocabulaire. De plus, le succès du concours crée un climat nouveau où s'installent la confiance et l'esprit de création. Ceci encourage une nouvelle génération d'artistes à prendre la plume, la guitare, à s'installer au piano, et à s'exprimer à travers des chansons. Ils disposent désormais de tribunes et peuvent se faire entendre d'un public fort réceptif. La société entrerait du même coup dans une ère où la chanson allait devenir l'un des principaux phares de la culture québécoise, autant au Québec qu'à l'étranger. En résumé, pour Daniel Guérard, ces jeunes auteurs-compositeurs-interprètes étaient « ceux et celles qui constitueraient le noyau des futures boîtes à chansons ».

### Débuts

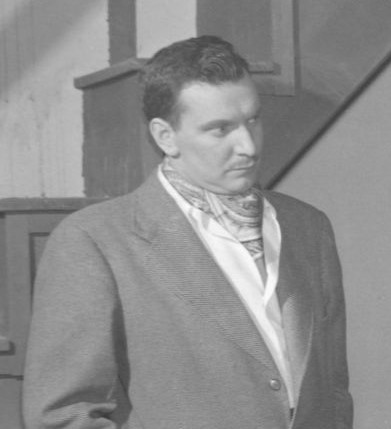
Jean Duceppe en 1950

#### Chez Bozo

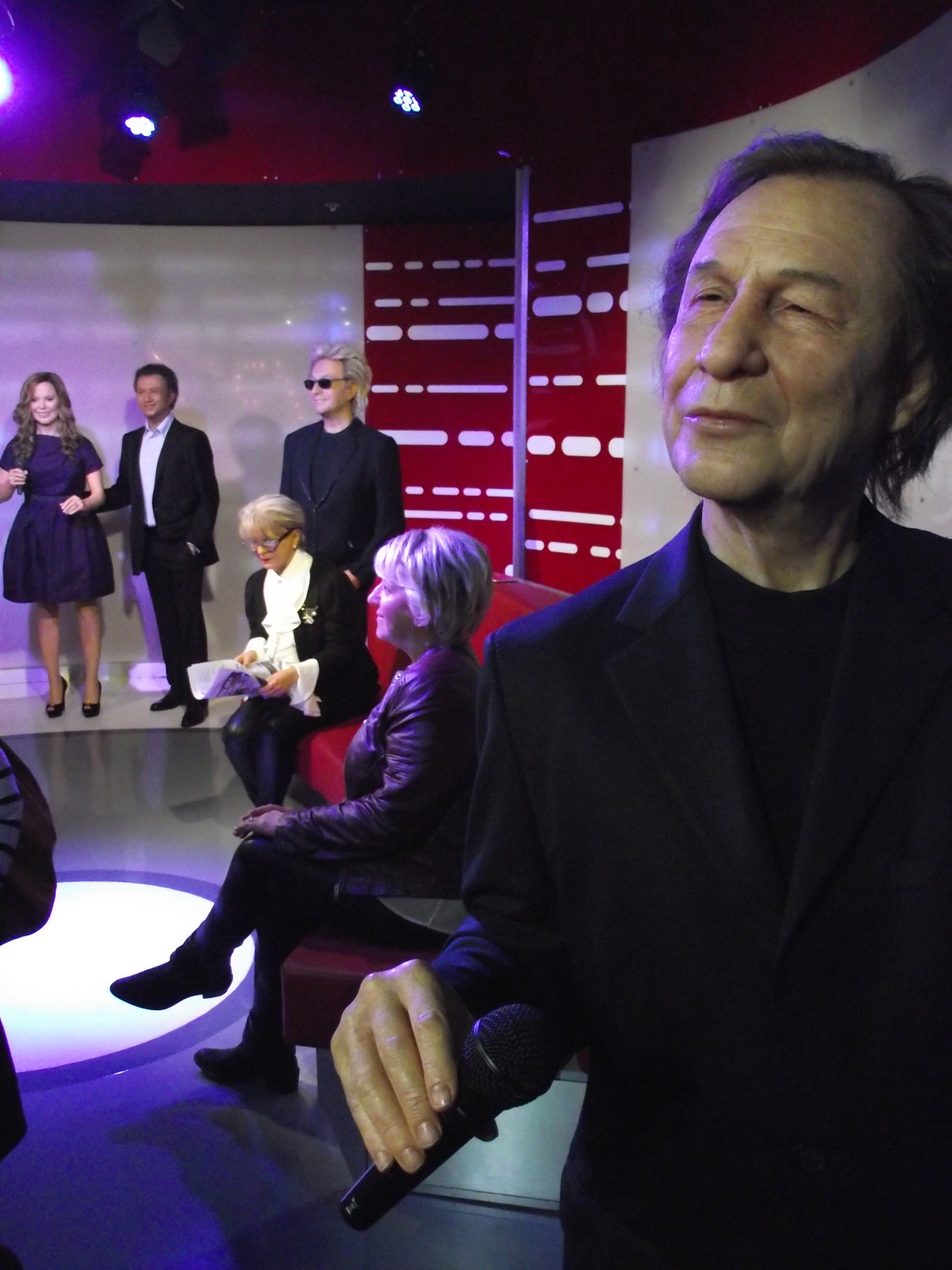
Statue de Jean-Pierre Ferland au Musée Grévin de Montréal.

Chez Bozo est considérée comme la première des boîtes à chansons du Québec. Fondée le 15 mai 1959 par un collectif de chansonniers formé de Claude Léveillée, Jean-Pierre Ferland, Hervé Brousseau, Raymond Lévesque, Clémence DesRochers et leur pianiste André Gagnon, cette boîte située sur la rue Crescent à Montréal tire son nom de la célèbre chanson Bozo de Félix Leclerc. L'endroit offre une place de choix sur la scène montréalaise aux jeunes talents de la chanson, attirant même à leurs spectacles des artistes prestigieux comme Yves Montand, Simone Signoret et Édith Piaf.
L'ouverture de cette boîte à chansons s’inscrit dans un contexte particulier de valorisation de la musique chansonnière au Québec. En effet, à l'hiver précédent, lors de la grève des réalisateurs de Radio-Canada, plusieurs spectacles de soutien aux grévistes avaient été organisés par Jean Duceppe, René Lévesque et Germaine Dugas, mettant en vedette des chansonniers. Ainsi, sans le savoir, les artistes de Chez Bozo deviennent les instigateurs d'un nouveau phénomène socioculturel qui se répandra dans tout le Québec.

#### La Butte à Mathieu
Inspiré par la boîte à chansons de la rue Crescent, un jeune graphiste nommé Gilles Mathieu reprend l'ancien édifice de l'entreprise de son père et décide d'y ouvrir quelques mois plus tard une deuxième boîte à chansons. Située à Val-David dans les Laurentides, La Butte à Mathieu ouvre ses portes en novembre 1959.
Le phénomène des chansonniers prend son envol, devenant un incontournable moyen d'expression pour les nouvelles aspirations sociales, culturelles et politiques de l'époque. Ainsi, les premiers chansonniers de la fin des années 1950 et du début des années 1960 tiennent un discours imprégné d'une certaine « pensée humaniste », issue des groupes de Jeunesse ouvrière chrétienne et de Jeunesse étudiante chrétienne.
Très influencés par la chanson française, les textes des chansonniers se caractérisent aussi par leurs fréquentes allusions aux classiques de la littérature et de la poésie. Au même moment où le Québec entre dans une nouvelle ère politique, avec la mort de Maurice Duplessis et l'arrivée au pouvoir de l'équipe du tonnerre en juin 1960, les chansonniers se démarquent par leurs chansons engagées contre les valeurs conservatrices de la société, rejetant de plus en plus la religion, la tradition et l'autorité (parentale, cléricale ou politique).

### Un phénomène socioculturel
Espaces de rencontre entre la chanson et le public, fonctionnant en dehors des circuits traditionnels de l'industrie musicale, les boîtes à chansons sont des endroits où la priorité est donnée à la liberté artistique plutôt qu'aux intérêts commerciaux. Elle s'adressent surtout à un public jeune. En effet, la presse du début des années 1960 estime l'âge moyen des clients des boîtes à chansons à vingt ans environ. Disposant de petits budgets, la plupart des boîtes s'établissent dans des salles peu dispendieuses, avec le minimum d'équipement requis pour accueillir deux ou trois artistes à la fois et jusqu'à une centaine de spectateurs. Malgré la sobriété et le bon goût caractérisant généralement ces endroits, il arrivait que des boîtes à chansons s'ouvrent dans des granges, des garages ou même des ateliers de menuiseries. L'ambiance sobre et dépouillée était parfois intégrée à une forme de thématique, par exemple dans un décor « typiquement indien », ou dans une salle dotée de malles de collèges en guise de sièges pour les spectateurs,.
L'expérience typique du spectacle de boîte à chansons se déroule dans un calme complet. Un chansonnier se présente sur scène pour faire son tour de chant, généralement seul, accompagné d’une guitare sèche ou d’un piano, et à l'occasion avec un ou deux autres musiciens. Certains artistes s'accompagnaient avec d'autres instruments, comme du violon dans le cas de Gilles Vigneault, de l’accordéon musette dans le cas de Jacques Blanchet et Hervé Brousseau, ou expérimentaient avec des rythmes exotiques (d'Amérique du Sud dans le cas de Pierre Calvé). Les chansons jouées étant également composées par les interprètes, les spectacles des boîtes à chansons se déroulaient donc en français.
Alors que dans les cabarets, la clientèle peut manger, boire et discuter durant le spectacle, dans les boîtes à chansons, le public est tenu d'observer « le silence le plus respectueux ». Dans les établissements dotés de cuisines, ces dernières sont également tenues de cesser leurs activités afin de ne pas déranger les artistes. Enfin, les boîtes à chansons ne possèdent généralement pas de permis d'alcool, mais servent tout de même des boissons (café, thé, limonade, etc.).

#### Chansonniers contre yé-yés
Dès le début des années 1960, le monde de la chanson québécoise se trouve déchiré par la polarisation entre les chansonniers et les chanteurs de variétés (aussi appelés yé-yés). Le yé-yé (de l'anglais yeah yeah) est un genre de musique conçu d'abord pour divertir et faire danser. Même lorsque ses paroles sont traduites en français, aux yeux de ses critiques, le yé-yé demeure un sous-produit de la culture de masse anglo-américaine, symbolisant la perte de toute valeur morale, intellectuelle et culturelle. Parmi les principales vedettes du yé-yé de l'époque, on compte des groupes comme Les Classels, Les Gants Blancs, Les Sultans, ainsi que les chanteurs Michel Louvain, Ginette Reno, Donald Lautrec et Pierre Lalonde. Certains chansonniers comme Stéphane Venne, Pierre Létourneau ou encore Jean-Pierre Ferland se rapprochent de la chanson populaire, sans jamais y être assimilés. À l'opposé, les critiques de la musique des chansonniers la perçoivent comme une forme exagérée de recherche du bon goût poussée jusqu'au snobisme.
La polarisation entre chansonniers et yé-yés est particulièrement apparente à la télévision. La différence marquée entre les deux genres se reflète également dans le ton et la programmation de Radio-Canada (Canal 2) et de Télé-Métropole (Canal 10), générant deux cultures musicales en apparence irréconciliables.

#### Apogée
La Révolution tranquille remet en question bien des choses dans la société québécoise. Aux questions individuelles et collectives que se posent les Québécois, les chansonniers tentent d'offrir des réponses à leur manière, avec des chansons plus engagées. Ainsi, tandis que le yé-yé continue de produire de nouveaux groupes, les boîtes à chansons continuent à rallier une jeunesse de plus en plus éprise de contre-culture et de liberté individuelle. Bien que la boîte Chez Bozo ferme ses portes en 1962, le phénomène chansonnier persiste. La Butte à Mathieu de Val-David devient un endroit incontournable, autant pour les auteurs-compositeurs-interprètes désirant faire carrière dans le métier que pour leur public. Comme le résume Daniel Guérard : « Chanter à La Butte à Mathieu était une consécration à laquelle aspiraient tous les chansonniers, qu'ils soient déjà connus ou débutants ».
En dehors de Chez Bozo et de La Butte à Mathieu, parmi les boîtes à chansons ayant le plus marqué les mémoires au fil des ans, on compte le Café Saint-Jacques, Aux chansonniers, Chez Clairette, Le Patriote et Le Saranac (Montréal), La Boite aux chansons (Québec), le Cabestran (Joliette), Le Patriote (Sainte-Agathe), la Pointe-aux-Cafés (Saint-Jean-sur-Richelieu), Le Pirate (Saint-Fabien-sur-Mer), La Piouke (Bonaventure) et La Maison du pêcheur (Percé).
À leur apogée au milieu des années 1960, on estime à une quarantaine le nombre de boîtes à chansons au Québec. Éphémères pour la plupart, très peu institutionnalisées, les boîtes à chanson ont laissé peu de traces. Il demeure donc difficile de connaître le nombre exact de boîtes ayant existé. Selon Robert Léger (membre de Beau Dommage), il y aurait eu plus de deux-cents boîtes à chansons au Québec au cours de la décennie 1960-1970. Cette estimation rejoint les conclusions d'une enquête approfondie menée par le professeur André Gervais, ayant relevé 189 boîtes à chansons pour cette période.

### Déclin
Au fil des années 1960, l'évolution de la société québécoise l'expose à de nouvelles réalités. Alors que l'Expo 67 se tient à Montréal, on assiste à de plus en plus de mélanges de genres musicaux qui autrefois ne se côtoyaient aucunement,. La diffusion de la musique comme celle des Beatles et de Bob Dylan finit par créer un rapprochement généralisé de la musique populaire et des chansons à texte, effaçant les divisions entre les chansonniers et le yé-yé.
La popularité grandissante des principaux chansonniers les avait également menés à quitter les boîtes à chansons et à se produire dans de plus grandes salles, laissant derrière eux les boîtes qui les avaient vus naître,.
Enfin, la montée du nationalisme québécois faisait également sentir son influence sur les textes des artistes, remplaçant la philosophie humaniste d'autrefois par des thématiques de lutte, d’émancipation et d’indépendance.

#### L'Osstidcho
En 1968, un groupe de jeunes artistes formés à l'École nationale du théâtre organisent un spectacle qui fera date dans l'histoire de la culture québécoise : L'Osstidcho.
Présenté au Théâtre de Quat' Sous, le spectacle met en scène le chansonnier Robert Charlebois, le comédien Yvon Deschamps et les comédiennes Louise Forestier et Mouffe. Accompagnés par le Quatuor du jazz libre du Québec, le groupe monte un spectacle en deux parties, la première étant composée d'ébauches de chansons par Charlebois et Forestier, et la deuxième mélangeant des chansons, des monologues et de courts sketchs. Le tout est préparé dans la plus complète improvisation, au grand dam du metteur en scène Paul Buissonneau. Irrité par le caractère improvisé et indiscipliné de la troupe, à quelques jours de la présentation du spectacle dont le nom restait encore à trouver, Paul Buissonneau crie à Robert Charlebois : « Ton hostie de show fourre-toé-le dans l’cul! ». C'est ainsi qu'est choisi le nom L'Osttidcho.
Présenté pour la première fois le 24 mai 1968, ce spectacle bouleverse toutes les conventions musicales de l'époque. Intégrant la chanson à texte, la chanson dite commerciale, la musique psychédélique, les questions sociopolitiques liées à la langue (en particulier l'usage du joual), l'identité et la question nationale, L'Osstidcho est un succès immédiat. Faisant une tournée à travers le Québec, ce spectacle est généralement considéré comme la fin du phénomène des boîtes à chansons,.

#### Naissance de la chanson québécoise
Ainsi, par l'effet combiné du mélange des genres et du succès des principales vedettes issues du milieu chansonnier, les boîtes à chansons s'essoufflent d'elles-mêmes peu à peu dans la deuxième moitié des années 1960. Cessant d'être les lieux phares de la contre-culture, les derniers établissements ferment au tournant des années 1970. Tandis que s'affirmeront la modernité et la réconciliation entre les camps culturels autrefois adverses au courant de la décennie, seule La Butte à Mathieu survivra au phénomène qui lui a donné naissance en demeurant ouverte jusqu'en 1976.
La fusion entre le yé-yé et les chansonniers mène à la naissance de ce que l'on appelle aujourd'hui la chanson québécoise. Il s'agit en fait de la synthèse du folklore, de la poésie québécoise, de la culture américaine et de l'influence des auteurs-compositeurs français (Brassens, Ferré) dont les chansonniers ont été les premières incarnations.
Le rassemblement de tous ces différents genres musicaux mène à la tenue de la Super Franco Fête en août 1974. Lors de ce spectacle, trois générations d'artistes incarnées par Robert Charlebois, Gilles Vigneault et Félix Leclerc sont réunies sur la même scène, célébrant une longue tradition de musique faisant appel autant au folklore ainsi qu'à des références contemporaines. L'intégration de ces genres à une industrie commune, faite de professionnels, de spécialistes chapeautés par des intérêts commerciaux, mène à la création de l’Association québécoise de l’industrie du disque, du spectacle et de la vidéo (ADISQ) en 1978.

## Chronologie
- 1951 : Enregistrement de la chanson « Le Petit Bonheur » de Félix Leclerc
- 1959 : Ouverture de La Butte à Mathieu par Gilles Mathieu et de Chez Bozo [DS13] par le regroupement d’artistes du même nom (Jacques Blanchet, Hervé Brousseau, Clémence DesRochers, Jean-Pierre Ferland, André Gagnon, Claude Léveillée et Raymond Lévesque)
- 1960 : Ouverture de La Boite aux chansons par Jean Leblond où Gilles Vigneault fit ses premières prestations
- 1961 : Ouverture du Pirate de Saint-Fabien-sur-Mer par Raoul Roy et Louise Poulin
- 1963 : Ouverture du Patriote de Montréal sur la rue Sainte-Catherine
- 1968 :  Début de la tournée de l’Osstidcho mettant en scène Yvon Deschamps, Robert Charlebois, Louise Forestier et Mouffe
- 1974 : Le spectacle « J’ai vu le loup, le renard, le lion » réunit trois générations de chansonniers au cours de la Superfrancofête à Québec
- 1976 : Fermeture de La Butte à Mathieu
- 1996 : Lancement du projet de série télévisée intitulé La mémoire des boites à chansons par Guy Latraverse, Rénald Paré et Bernard Spickler
- 2009 : Début de la tournée Il était une fois… la boîte à chansons mis en scène par Robert Charlebois et mettant en scène Claude Gauthier, Pierre Calvé, Pierre Létourneau, Jean-Guy Moreau, Jérôme Charlebois et Claire Pelletier (2011-2012)
- 2023 : Inauguration de l’exposition sur le phénomène des boites à chansons intitulé Au rythme des boites à chansons au Musée de la mémoire vivante